# Cena Cypriani
La Cena Cypriani è un racconto nato in Europa durante il primo Medioevo, forse tra il V ed il VI secolo, e più tardi messo per iscritto in latino da Rabano Mauro, Giovanni di Montecassino e, forse, Asselin di Reims. Venne erroneamente attribuito a Tascio Cecilio Cipriano, vescovo di Cartagine del III secolo, il cui titolo Cypriani è rimasto.

## Contenuto
La Cena Cypriani è un esempio di pantomimo conviviale dell'età tardoantica, a metà tra una parodia, un'allegoria e una satira di alcuni passaggi della Bibbia, soprattutto la Parabola del banchetto di nozze in Matteo 22,2 e Luca 14,16  e dell'avvenimento delle Nozze di Cana raccontato in Giovanni 2,1-11. Essa racconta del re orientale Gioele, il quale, per celebrare le nozze del figlio, invita a Cana di Galilea personaggi dell'Antico e del Nuovo Testamento, tra cui Caino e Abele, Gesù, Mosè, Abramo, Eva e Maria. Il testo si dilunga sull'abbigliamento, sul menu, sui dettagli grotteschi, per suscitare comicità. Il giorno seguente, Gioele si accorge di un furto e, irritato, ordina di torturare gli ospiti per cercare il ladro. Questo si rivela presto essere Acar, figlio di Carmi, che viene condannato a morte; sono gli stessi ospiti ad ucciderlo e poi a seppellirlo.

## Temi
La finalità del testo non è chiara. Secondo Rabano Mauro, che lo adattò in prosa per Lotario II di Lotaringia nell'855, aveva valenza didattica: sarebbe servito per facilitare la memorizzazione dei personaggi biblici citati, attraverso un episodio certamente inconsueto. Altri, come Giovanni di Montecassino che la rielabora in settenari trocaici ritmici, inserendovi allusioni surreali e spunti di politica contemporanea, puntarono su un intento prettamente ludico.

## Ripresa moderna
La Cena Cypriani è citata diverse volte ne Il nome della rosa di Umberto Eco, come uno dei libri "scandalosi" che suscitano l'ilarità eseguendo una parodia delle Sacre Scritture, e come tema per una visione di Adso da Melk. 
Michail Bachtin interpreta la Cena Cypriani come rovesciamento dei valori, tipica tecnica del comico. Si riallaccerebbe a un'omelia di Zeno che «scelse nella Bibbia e nel Vangelo tutti i brani che trattavano del mangiare e del bere di personaggi della storia sacra», ma la supera di molto ampliando questa idea attraverso una «cernita prodigiosa non soltanto di tutte le immagini dei banchetti, ma, più in generale, delle immagini delle feste sparse nella Bibbia e nel Vangelo».  In conclusione la descrizione di questi banchetti, o giochi proibiti, permessi nei sermoni religiosi durante le feste pasquali, avevano «la potenza di liberare la parola dalle catene della pietà e della paura divina» facendo quindi accedere al gioco e alla gioia.